# Державний будинок (Гаяна)
Державний будинок (англ. State House) — офіційна резиденція президента Гаяни. Ця будівля була офіційною резиденцією губернатора Британської Гвіани, а також резиденцією уряду. Резиденція являє собою значних розмірів будівлю, з відмінною архітектурою та гарним мальовничим парком.

## Історія
Будівля побудована в 1858 і була резиденцією генерал-губернатора Гвіани до 1970, коли другий президент Гаяни, Артур Чжун заселився туди. Колишні президенти Форбс Бернем і Дезмонд Хойт проживали не в цій резиденції, а в будинку Кастеллани, у якому зараз знаходиться Національна художня галерея Гаяни.
У 1992 Чедді Джаган після того, як був обраний президентом кооперативної республіки, переїхав до державного будинку, і з того часу він служить офіційною резиденцією президента Гаяни. Ця будівля кілька разів реконструювалося, але у неї є кілька відмінних рис, наприклад шість вікон в георгіанському стилі.